# Moiro
Moiro (altgriechisch Μοιρώ) von Byzantion war eine griechische Dichterin des frühen Hellenismus.
Sie war Mutter (nach anderen Quellen Tochter) des tragischen Dichters Homeros, der zu Beginn des 3. Jahrhunderts lebte, und mit einem Andromachos verheiratet.
Sie schrieb zahlreiche Epigramme, von denen zwei in der Anthologia Palatina erhalten sind. Aus dem im epischen Versmaß verfassten Werk Mnemosyne (Μνημοσύνη) sind zehn Hexameter überliefert. Ferner schrieb sie eine Sammlung Arai (Ἀραί ‚Verwünschungen‘), die ebenso verloren ist wie ein Hymnos auf Poseidon.